# Poporama
Die Sendung Poporama war eine Hörfunksendung von Sveriges Radio, die ab 1974 in Schweden verbreitet wurde. Sie wurde 1984 durch Trackslistan abgelöst.
Poporama war der Nachfolger der im selben Jahr eingestellten Sendung Tio i topp. Die Sendung war die Idee von Kaj Kindvall, der fast durchgehend die Moderation innehatte und zum Schluss von Leif Wivatt ersetzt wurde. Das erste Poporama wurde am 5. Juli 1974 gesendet, die Abschiedssendung war am 30. August 1984.
Mit der Wahl per Brief oder Postkarte stimmten die Hörer von Poporama über ihre Lieblingslieder ab, die als „Heta högen“ in der nächsten Sendung gespielt wurden.
Die Heta Högen waren anfangs keine Hitliste im eigentlichen Sinn, da die Lieder ungeachtet deren Rang abgespielt wurden. Zwischen 1974 und 1984, der Existenz von Poporama, umfasste sie in unterschiedlicher Länge bis zu 12 Lieder, im Minimum 4. Die wöchentliche Auszeichnung „Veckans Smash Hit“ wurde dem Song verliehen, der als Neuvorstellung die meisten Stimmen bekommen hatte.
Ab dem 1. März wurden die Lieder ihrer Rangfolge nach gespielt. Die Verweildauer der Lieder waren eher kurz, sechs bis sieben Wochen waren eine Ausnahme. Das stetig steigende Angebot an neuen Lieder veranlasste Kaj Kindvall schließlich zum Start der Sendung Trackslistan.